# Yabroud
Yabroud hoặc Yabrud (tiếng Ả Rập: يبرود) là một thành phố ở Syria, nằm trong Rif Dimashq (nghĩa là Vùng nông thôn của Damascus) cai quản khoảng 80 kilômét (50 mi) phía bắc thủ đô Damascus. Theo Cục Thống kê Trung ương Syria (CBS), Yabroud có dân số 25.891 trong cuộc điều tra dân số năm 2004. Thành phố được biết đến với những hang động cổ xưa, nổi bật nhất là hang Iskafta (nơi, vào năm 1930, một du khách người Đức ba mươi tuổi và nhà khảo cổ học tự học Alfred Rust đã thực hiện nhiều phát hiện tiền sử quan trọng), và Yabroud ngôi đền, từng là ngôi đền của sao Mộc Yabroudis nhưng sau đó trở thành " Nhà thờ Konstantin và Helena ". Yabroud là nhà của nhà thờ lâu đời nhất ở Syria. Cái tên Yabroud được cho là bắt nguồn từ một từ Aramaic có nghĩa là "lạnh"; thành phố nằm trên sườn núi Qalamun (Chống Liban) ở độ cao 1.550 m.
Địa điểm khảo cổ Natufian Yabroud III được đặt tên theo thị trấn Yabroud.
Trong cuộc nội chiến ở Syria, Thành phố là trung tâm của Trận chiến Yabroud vào tháng 3 năm 2014.

## Những người đáng chú ý
- Cha mẹ của cựu Tổng thống Argentina Carlos Menem đều sinh ra ở Yabroud; họ di cư đến Argentina trước khi Thế chiến thứ nhất kết thúc.
- Antun Maqdisi (1914 - 2005), một triết gia, chính trị gia và nhà hoạt động nhân quyền người Syria, đã chết ở Yabroud.
- Gregory Atta sống một thời gian ở Yabroud
- Youssef Halaq (1939 - 2007), một nhà văn và dịch giả văn học người Syria.

## Hình ảnh

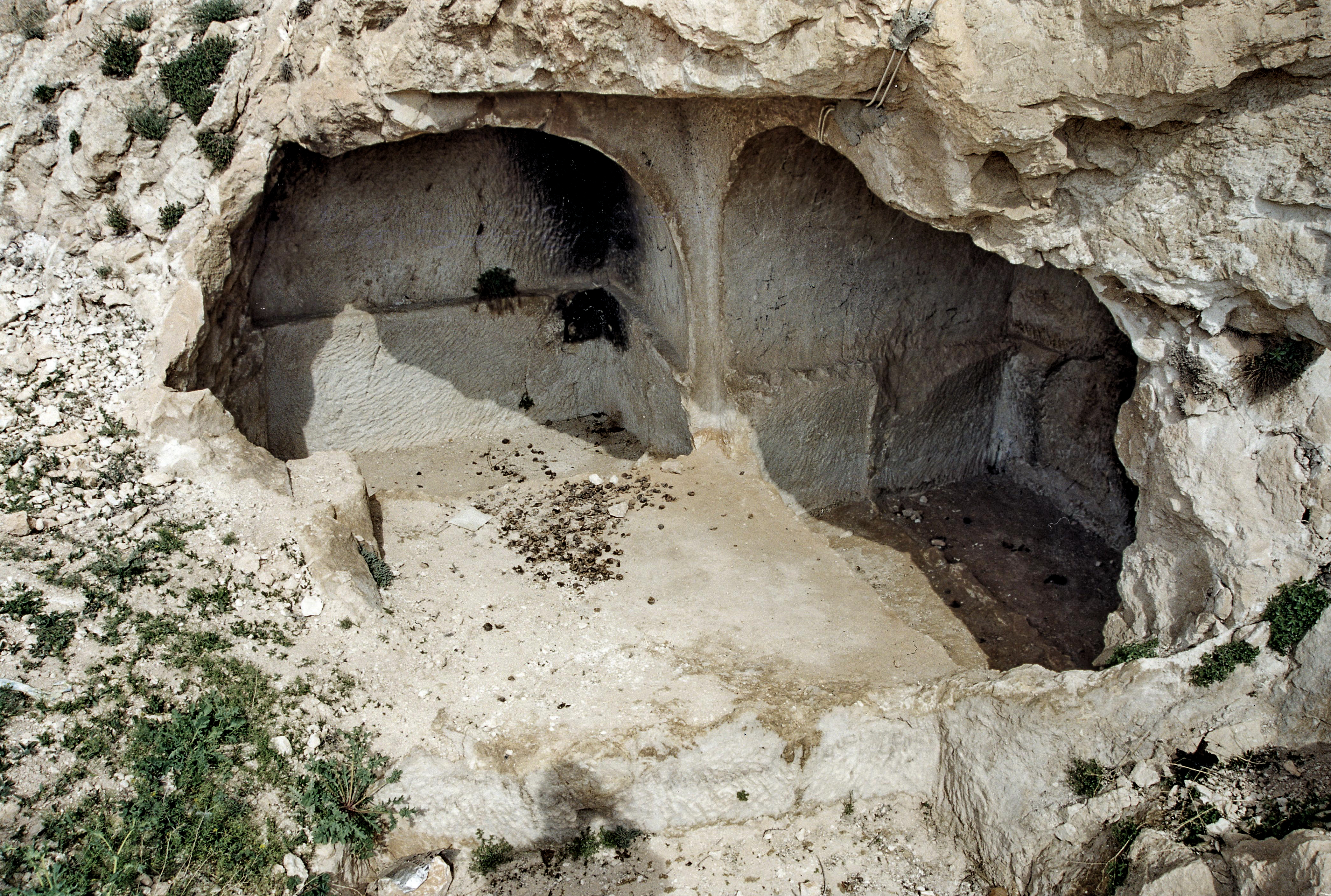
Hang Iskafta